# Kurt Studhalter
Kurt Studhalter (* 16. Februar 1940 in St. Gallen) ist ein Schweizer Theologe, Philosoph, Radiojournalist und Autor.

## Leben
Kurt Studhalter wuchs in einer katholischen Familie auf, besuchte in St. Gallen das Literatur-Gymnasium. Nach der Matura 1959 studierte er an der Universität Innsbruck Philosophie und katholische Theologie (u. a. bei Karl Rahner SJ und Josef Andreas Jungmann). 1962 trat er in den Kapuzinerorden ein und wurde 1965 zum Priester geweiht; 1966 Weiterstudium der Philosophie an der Universität Innsbruck. Die Dissertation  Ethik Religion und Lebensform bei Ludwig Wittgenstein beleuchtet die Bedeutung der Wittgensteinschen Früh- und Spätphilosophie für das religiöse Denken der Gegenwart. Später war er als Dozent für Philosophie am Seminar der Kapuziner mit Akzent auf Philosophiegeschichte der Neuzeit, Sprachphilosophie und Religionskritik tätig. Als Seelsorger war er auch Prediger an der Kathedrale Solothurn und Radioprediger bei Schweizer Radio DRS.
1982 trat er aus dem Orden aus und heiratete die Autorin und Journalistin Klara Obermüller. Nach Studienjahren am C. G. Jung-Institut Zürich war er von 1985 bis 2005 Redaktor und Moderator beim Schweizer Radio im Fachbereich Religion im Studio Zürich.
Auf grosses Hörerecho stiessen auch seine Beiträge in der Radiosendung Perspektiven am Sonntagvormittag. Dabei kreisten die Gespräche mit Schriftstellern, Politikern und Kulturschaffenden um deren Bezug zu religiösen Erfahrungen in einer säkularen Zeit. Zu seinen Gästen zählten u. a. Eugen Drewermann, Karl-Josef Kuschel, Hugo Loetscher, Adolf Muschg, und Rüdiger Safranski.
In der Sendereihe Musik für einen Gast im Schweizer Radio berichteten Frauen und Männer über ihre Liebe zur Musik und deren Bedeutung in ihrem Leben. In monatlichen Buchbesprechungen wies er auf wichtige Neuerscheinungen in Philosophie, Theologie, Psychologie und Belletristik hin.

## Veröffentlichungen (Auswahl)
- Zweifel und Geborgenheit. Radiopredigten, Imba, Fribourg 1980
- Angst und Zuversicht. Radiopredigten, Imba, Fribourg 1982
- Selig die Melancholischen, Rex, Luzern 1987
- Franz Böckle, Verantwortlich Leben – menschenwürdig sterben (Vorwort), Benziger, Zürich 1992